# Anadia blakei
Anadia blakei är en ödleart som beskrevs av  Schmidt 1932. Anadia blakei ingår i släktet Anadia och familjen Gymnophthalmidae. Inga underarter finns listade i Catalogue of Life.